# Il sole si spegne
Il sole si spegne (titolo originale 斜陽, Shayō) è un romanzo dello scrittore giapponese Osamu Dazai, apparso dapprima a puntate sulla rivista Shinchō tra il luglio e l'ottobre 1947, poi pubblicato in forma di libro lo stesso anno. La storia è incentrata su una famiglia aristocratica in declino e in crisi durante i primi difficili anni seguiti alla seconda guerra mondiale e descrive con accuratezza il Giappone sconfitto, i suoi costumi profondi e quegli antichi valori ormai scossi dall'emergere di una civiltà occidentalizzata. 
Il personaggio di Kazuko fu modellato sulla scrittrice e poetessa Shizuko Ota (1913–1982), allora amante dello sposato  Dazai. I diari della donna servirono come base per le caratteristiche di Kazuko.
Nel 1992, dal romanzo fu fatta una trasposizione cinematografica col titolo di Rakuyo.

## Trama
(Kazuko, la in Il sole si spegne)
La storia ruota attorno a una nobile famiglia caduta in disgrazia dopo la seconda guerra mondiale.

La famiglia è composta da Kazuko, suo fratello minore Naoji e loro madre. Naoji è un soldato, inviato nel Sud del Pacifico, e assente per tutta la prima parte del romanzo. Kazuko è stata sposata ma è reduce da un divorzio.

La storia inizia nella vecchia casa di famiglia, durante un pranzo al parco tra Kazuko e sua madre. Kazuko ricorda che una volta tentò di bruciare delle uova di serpente, credendo fossero di vipera e che da allora si sente come se un serpente le crescesse in seno. Anche per la madre il serpente è un simbolo di morte, dato che al momento della dipartita del padre di Kazuko erano presenti nel giardino molti serpenti.

La famiglia è costretta a trasferirsi in campagna e Kazuko inizia a lavorare nei campi: sente che la vita contadina le sta facendo perdere tutta la sua femminilità.
Naoji torna infine dalla guerra, ma è dipendente da oppio e si comporta in modo crudele con sua madre e la sorella. Ogni notte va in città a bere e torna ubriaco. Kazuko trova il diario che Naoji scrisse durante il suo ricovero nel campo militare, durante il quale era diventato morfinomane. Lo aveva chiamato Il diario del fiore di luna. Al suo interno vi legge pagine su pagine di disperazione e critiche al mondo non collegate tra loro, e la presa di coscienza di come tutte le persone mentano in continuazione.

Kazuko si innamora di un romanziere amico di suo fratello di nome Uehara. Gli scrive tre lettere, nelle quali racconta di essere innamorata un uomo chiamato MC. Nell'ultima lettera esce però allo scoperto, rivolgendosi a Uehara come a MC, puntualizzando che non sta per Mio Čechov, perché lei non è innamorata dello scrittore, ma sta per mio caro. Lui non risponde a nessuna delle lettere.

Poco dopo alla madre viene diagnosticata la tubercolosi. Kazuko trova un serpente nero sulla veranda proprio come quando morì suo padre. Lei urla all'animale di avere già subito la sua vendetta, ma la madre si spegnerà di lì a poco.

Kazuko si decide finalmente ad andare a incontrare Uehara, ma dopo una sera e una notte in sua compagnia capisce che non è l'essere libero che aveva idealizzato e di cui si era innamorata, ma che anch'egli altro non è che una vittima.
Il mattino seguente Kazuko scopre che suo fratello Naoji si è suicidato. Nella sua lettera di suicidio rivela le sue ragioni per non volere più vivere e sostiene che gli esseri umani hanno il diritto di scegliere se vogliono vivere o morire. Egli rivela anche a Kazuko dell'unica donna di cui si fosse realmente innamorato, ma che non aveva potuto amare. La sua ultima richiesta è quella di essere sepolto nel kimono di canapa di loro madre.

La storia si conclude con una nuova lettera di Kazuko al signor Uehara. Lei rivela di essere incinta e che sarà felice di crescere il bambino da sola. Ha buttato via la vecchia morale e sta abbracciando il nuovo stile di vita simile a quello di tutto il Giappone ormai. Kazuko scrive che loro due sono vittime di un periodo transitorio della moralità, e termina la lettera rivolgendosi a Ueahara ancora come MC, che questa volta sta per mio commediante.

## 'Vittime di un periodo transitorio della moralità'
I personaggi di cui Il sole si spegne narra, per quanto individui d'eccezione, sono tipici del Giappone del dopoguerra, figlio della commistione tra occidentalizzazione e tradizionalismo.
Kazuko, la ragazza che fa da voce narrante, cita Čechov e Balzac al pari di La storia di Genji. Usa inoltre spesso frasi in inglese e in francese, pur non conoscendo alla perfezione le lingue occidentali, certa che tutti la capiranno. Resta contestualmente però giapponese nelle sue relazioni con la gente che la circonda.
Kazuko definisce se stessa e il suo amante vittime di un periodo transitorio della moralità.

In un Giappone dove si è quasi raggiunto lo stile di vita con le “cose” occidentali non si è ancora avvertito l'effetto delle “idee” occidentali, le nuove idee che hanno distrutto l'aristocrazia giapponese.
Quando il romanzo uscì, nel 1947, fece molto scalpore l'espressione gente del sole calante, che divenne di uso comune per indicare la decadente aristocrazia giapponese e più in generale la vasta categoria di persone che la guerra, l'inflazione e le riforme fondiarie avevano ridotto in miseria.

## Edizioni italiane
- Il sole si spegne, traduzione [dalla versione in inglese americano] di Luciano Bianciardi, Collezione Le Comete n.2, Milano, Feltrinelli, 1959. - Collana UEF n.455, Feltrinelli, 1963; Prefazione di Maria Teresa Orsi, Collana Impronte n.14, Feltrinelli, 1984, ISBN 978-88-070-5014-5; Collana Saggi e documenti del Novecento n.96, Milano, SE, 2001 - 2019, ISBN 978-88-771-0178-5; Collana UEF n.2109, Feltrinelli, 2009, 2016, ISBN 978-88-077-2109-0.
- Il sole si spegne, traduzione [dalla versione in inglese americano] di Andrea Montemagni, Collana Highlander n.1, Massa, Edizioni Clandestine, 2021, 2023, ISBN 978-88-659-6926-7.
- Il sole si spegne, traduzione [dall'originale giapponese] di Alessandro Passarella, Collana Asiasphere, Roma, Atmosphere Libri, 2023, ISBN 978-88-656-4416-4.
- Il sole si spegne, traduzione [dall'originale giapponese] di Antonietta Pastore, Collana Oscar Classici. Serie Cult, Milano, Mondadori, 2023, ISBN 978-88-047-5141-0.